# تاج‌تخت (گیاه)
تاج‌تخت (گیاه)(نام علمی: Albizia adianthifolia) نام یک گونه از سرده البیزیا است.